# ایمی تاناکا
ایمی تاناکا (انگلیسی: Aimi Tanaka; ۲۸ آوریل ۱۹۹۲ – ) صداپیشه اهل ژاپن بود. وی از سال ۲۰۱۳ میلادی تاکنون مشغول فعالیت بوده‌است.